# Kriegsamt
Das Kriegsamt war eine 1916 gegründete zentrale kriegswirtschaftliche Behörde im Deutschen Kaiserreich während des Ersten Weltkrieges. Im Königreich Bayern existierte ein eigenes Kriegsamt.

## Aufgaben und Strukturen
Das Kriegsamt wurde im Zusammenhang mit dem Hindenburg-Programm der Obersten Heeresleitung offiziell am 1. November 1916 gegründet. Es diente insgesamt zur Zentralisierung der Kriegswirtschaft und war für alle Bereiche der wirtschaftlichen Mobilisierung, aber auch für die Organisation der Arbeits- und Dienstpflicht zuständig. Aufgabe war laut Kabinettsorder Wilhelm II. die „Leitung aller mit der Gesamtkriegsführung zusammenhängenden Angelegenheiten der Beschaffung, Verwendung und Ernährung der Arbeiter, sowie der Beschaffung von Rohstoffen, Waffen und Munition.“ Das Amt sollte vor allem als Behörde zur Durchführung des Vaterländischen Hilfsdienstgesetzes dienen. Es war nicht nur für die Verwaltung der Rohstoffe zuständig, sondern auch für die Subventionierung der Rüstungsindustrie und die Kontrolle der Investitionen. Dies ging so weit, dass es Betriebsstilllegungen von nicht kriegswichtigen Betrieben anordnen konnte. Über die Abteilung für Volksernährungsfragen wurden auch die Roh- und Altstoffsammlungen koordiniert.
Leiter war am Beginn Wilhelm Groener. Chef des militärischen Stabes war Major Ernst-Karl von Kretschmann und Kurt Sorge, Direktor der Friedrich Krupp AG Grusonwerk in Magdeburg, war Chef des zivilen Stabes. Unterstellt war es dem preußischen Kriegsministerium, um auch den stellvertretenden Generalkommandos Anweisungen erteilen zu können. In der Praxis unterstand es aber ganz der OHL. Die Behörde war eine Mischung aus militärischen und zivilen Bestandteilen. Unter anderem waren verschiedene Abteilungen des Kriegsministeriums in die neue Behörde übergegangen. Es bestand aus dem Kriegsersatz- und Arbeitsdepartement, dem Waffen- und Munitionsbeschaffungsamt (WUMBA), der Kriegsrohstoffabteilung (KRA), dem Bekleidungsbeschaffungsamt, der Abteilung für Aus- und Einfuhr und schließlich der Abteilung für Volksernährung. Bei den stellvertretenden Generalkommandos wurden 27 Kriegsamtsnebenstellen gegründet.
Bald kam es zu Kompetenzstreitigkeiten mit anderen Behörden. Dazu zählten das Reichsamt des Innern, die Kriegsministerien der Länder und nicht zuletzt die Militärbefehlshaber. Selbst die Schließung kriegsunwichtiger Betriebe erwies sich als schwierig, weil sich dem auf lokaler Ebene zahlreiche Akteure widersetzten.
Die Leistungen des Kriegsamtes hinsichtlich der Kriegsproduktion und anderer Aufgaben blieben hinter den Zielen der OHL zurück. Bereits dies führte dazu, dass Groener bei Erich Ludendorff an Vertrauen verlor. Dies verstärkte sich noch als Groener vorschlug, die Gewinne der Schwerindustrie für den Staat abzuschöpfen. Er stand den übermäßigen Kriegsgewinnen der Industrie kritisch gegenüber und legte in Hinblick auf die Arbeiter vergleichsweise soziale Ansichten an den Tag. Der Versuch Groeners, die Gewerkschaften einzubinden, stieß in konservativen Kreisen auf Kritik. Dies führte im August 1917 zu seiner Entlassung als Behördenschef. An seine Stelle trat Heinrich Schëuch, der Ende 1918 Kriegsminister wurde. Dessen Nachfolger Ulrich Hoffmann leitete das Amt bis zur Auflösung am 1. Oktober 1919. In dieser Zeit war es noch mit Aufgaben der Demobilisierung befasst. Die Kompetenzen des Kriegsamtes wurden bereits nach der Entlassung Groeners beschnitten.